# Arthur Ramsay, XIV conte di Dalhousie
Arthur George Maule Ramsay, XIV conte di Dalhousie (Torquay, 4 settembre 1878 – 23 dicembre 1928), è stato un nobile e ufficiale scozzese.

## Biografia
Era il figlio primogenito di John Ramsay, XIII conte di Dalhousie, e di sua moglie, Lady Ida Louisa Bennet, figlia di Charles Bennet, VI conte di Tankerville. Studiò all'Eton College e all'University College di Oxford.

## Carriera
Nel 1887 successe al padre nella contea. Partecipò alla Seconda guerra boera e alla prima guerra mondiale, dove rimase ferito, con il grado di capitano delle Guardie Scozzesi.

## Matrimonio
Sposò, il 14 luglio 1903, Lady Mary Adelaide Heathcote-Drummond, figlia di Gilbert Heathcote-Drummond-Willoughby, I conte di Ancaster e Lady Evelyn Elizabeth Gordon. Ebbero quattro figli:
- John Ramsay, XV conte di Dalhousie (25 luglio 1904-3 maggio 1950);
- Lady Ida Mary Ramsay (29 gennaio 1906-?), sposò Sir George Johnson, ebbero tre figli;
- Lady Jean Maule Ramsay (16 aprile 1909-16 gennaio 1997), sposò David McNeil Campbell Rose, ebbero due figli;
- Simon Ramsay, XVI conte di Dalhousie (17 ottobre 1914-15 luglio 1999).

## Morte
Morì il 23 dicembre 1928, all'età di 50 anni.

## Ascendenza
|                                            |                                            |                                             | Genitori                                                 |  |  | Nonni |  |  | Bisnonni       |  |  | Trisnonni                                  |  |
|                                            |                                            |                                             |                                                          |  |  |       |  |  | 8. John Ramsay |  |  | 16. George Ramsay, VIII conte di Dalhousie |  |
|                                            |                                            |                                             |                                                          |  |  |       |  |  | 8. John Ramsay |  |  | 16. George Ramsay, VIII conte di Dalhousie |  |
|                                            |                                            | 17. Elizabeth Glen                          |                                                          |  |  |       |  |  | 8. John Ramsay |  |  |                                            |  |
| 4. George Ramsay, XII conte di Dalhousie   |                                            |                                             |                                                          |  |  |       |  |  | 8. John Ramsay |  |  |                                            |  |
|                                            |                                            | 9. Mary Delise                              | 18. Philip Delise                                        |  |  |       |  |  |                |  |  |                                            |  |
|                                            |                                            | 9. Mary Delise                              | 18. Philip Delise                                        |  |  |       |  |  |                |  |  |                                            |  |
|                                            |                                            | 9. Mary Delise                              | …                                                        |  |  |       |  |  |                |  |  |                                            |  |
| 2. John Ramsay, XIII conte di Dalhousie    |                                            | 9. Mary Delise                              |                                                          |  |  |       |  |  |                |  |  |                                            |  |
|                                            |                                            | 10. William Robertson                       | …                                                        |  |  |       |  |  |                |  |  |                                            |  |
|                                            |                                            | 10. William Robertson                       | …                                                        |  |  |       |  |  |                |  |  |                                            |  |
|                                            |                                            | 10. William Robertson                       | …                                                        |  |  |       |  |  |                |  |  |                                            |  |
| 5. Sarah Frances Robertson                 |                                            | 10. William Robertson                       |                                                          |  |  |       |  |  |                |  |  |                                            |  |
|                                            |                                            | …                                           | …                                                        |  |  |       |  |  |                |  |  |                                            |  |
|                                            |                                            | …                                           | …                                                        |  |  |       |  |  |                |  |  |                                            |  |
|                                            |                                            | …                                           | …                                                        |  |  |       |  |  |                |  |  |                                            |  |
| 1. Arthur Ramsay, XIV conte di Dalhousie   |                                            | …                                           |                                                          |  |  |       |  |  |                |  |  |                                            |  |
|                                            | 12. Charles Bennet, V conte di Tankerville | 24. Charles Bennet, IV conte di Tankerville |                                                          |  |  |       |  |  |                |  |  |                                            |  |
|                                            | 12. Charles Bennet, V conte di Tankerville | 24. Charles Bennet, IV conte di Tankerville |                                                          |  |  |       |  |  |                |  |  |                                            |  |
|                                            | 12. Charles Bennet, V conte di Tankerville | 25. Emma Colebrooke                         |                                                          |  |  |       |  |  |                |  |  |                                            |  |
| 6. Charles Bennet, VI conte di Tankerville | 12. Charles Bennet, V conte di Tankerville |                                             |                                                          |  |  |       |  |  |                |  |  |                                            |  |
|                                            |                                            | 13. Armandine Corisande de Gramont          | 26. Antoine Louis Marie de Gramont, VIII duca di Gramont |  |  |       |  |  |                |  |  |                                            |  |
|                                            |                                            | 13. Armandine Corisande de Gramont          | 26. Antoine Louis Marie de Gramont, VIII duca di Gramont |  |  |       |  |  |                |  |  |                                            |  |
|                                            |                                            | 13. Armandine Corisande de Gramont          | 27. Aglaé de Polignac                                    |  |  |       |  |  |                |  |  |                                            |  |
| 3. Ida Louisa Bennet                       |                                            | 13. Armandine Corisande de Gramont          |                                                          |  |  |       |  |  |                |  |  |                                            |  |
|                                            |                                            | 14. George Montagu, VI duca di Manchester   | 28. William Montagu, V duca di Manchester                |  |  |       |  |  |                |  |  |                                            |  |
|                                            |                                            | 14. George Montagu, VI duca di Manchester   | 28. William Montagu, V duca di Manchester                |  |  |       |  |  |                |  |  |                                            |  |
|                                            |                                            | 14. George Montagu, VI duca di Manchester   | 29. Susan Gordon                                         |  |  |       |  |  |                |  |  |                                            |  |
| 7. Olivia Montagu                          |                                            | 14. George Montagu, VI duca di Manchester   |                                                          |  |  |       |  |  |                |  |  |                                            |  |
|                                            |                                            | 15. Millicent Sparrow                       | 30. Robert Bernard Sparrow                               |  |  |       |  |  |                |  |  |                                            |  |
|                                            |                                            | 15. Millicent Sparrow                       | 30. Robert Bernard Sparrow                               |  |  |       |  |  |                |  |  |                                            |  |
|                                            |                                            | 15. Millicent Sparrow                       | 31. Olivia French Acheson                                |  |  |       |  |  |                |  |  |                                            |  |
|                                            |                                            | 15. Millicent Sparrow                       |                                                          |  |  |       |  |  |                |  |  |                                            |  |